# Alenka Gotar
Alenka Gotar (Ljubljana, 1977), é uma cantora de ópera, na qualidade de soprano.
Foi a representante da Eslovénia no Festival Eurovisão da Canção 2007, interpretando o tema "Cvet z juga" ("Flor do Sul"). Após conquistar o 7º lugar na semi-final, tornou-se na primeira cantora eslovena a qualificar-se para a grande final, onde conquistou um honroso 15º lugar pela sua memorável prestação no certame.

## Biografia
Alenka Gotar iniciou desde cedo a sua formação musical, inscrevendo-se numa pequena escola de música para aprender piano e guitarra. Em seguida, continuou a aprender música e inscreveu-se ainda numa escola de ballet em Ljubljana, onde Markos Bajuk a introduziu na aprendizagem do canto. Após concluir os seus estudos básicos em 1996, decidiu prosseguir estudos de música na Academia de Música da Basileia, na Suíça e, em 1999, entrou para a prestigiada Universidade Mozarteum de Salzburgo, onde conheceu o Professor Lilijan Sukis. Alenka Gotar conquistou aí o seu diploma de licenciatura em 2000. Em Salzburgo, continuou os estudos de música e de ópera com o Professor Sukis, aperfeiçoando essa arte com Maya Sunari-Biankini, Marjana Lipovšek e com Alfred Burgstaller. Alcançou o grau de Mestre em 2006.
Actualmente, Alenka Gotar é uma das convidadas especiais como solista na Maribor Ópera e ainda actua nos teatros públicos de Salzburgo e Ljubljana. Já actuou acompanhada por orquestras e coros de câmara em inúmeros países como a Eslovénia, Áustria, Suíça, Alemanha, Croácia e da Escandinávia. O seu repertório parte da música barroca até às peças de música moderna. No presente, ainda trabalha ela própria como professora de música.
A 4 de Fevereiro de 2007, Alenka Gotar venceu o EMA 2007, Festival da Canção da Eslovénia. Em Helsínquia, durante a semi-final da Eurovisão em Maio de 2007, Alenka cantou o tema "Cvet z juga" que a levou até à final do certame onde conquistou o 15º lugar. A canção, descrita como a combinação de uma balada rítmica com cânticos de ópera, foi escrita por Andrej Babić e composta por Aleksandra Valenčić. A edição do EMA 2007 permitiu que a selecção do intérprete a representar o país fosse totalmente feita por televotação. Depois de duas semi-finais e da final, o público esloveno tinha que optar entre Alenka e Eva Černe. No entanto, e com 44.636 votos, Alenka Gotar foi a seleccionada como legítima representante da Eslovénia no Festival Eurovisão da Canção 2007.

## Personagens interpretadas
Desde o Verão de 2000 que Alenka Gotar tornou-se numa presença frequente da SNG Ópera e Ballet em Ljubljana, onde interpretou as seguintes personagens:
- Barbarina (As Bodas de Fígaro - Mozart);
- Donna Elvira (Don Giovanni - Mozart);
- Rusalka (Rusalka - Dvorak);
- Hanna Glawary (A Viúva Alegre - Lehár);
- Pamina (A Flauta Mágica - Mozart/Schikaneder);
- Gran Sacerdotessa (Aida - Verdi);

Na temporada de 2004/2005, interpretou as seguintes personagens:
- Brigitte (Iolanta - Tchaikovsky);
- Bubikopf (The Emperor of Atlantis – Ullmann);
- Kristine (Brata - Alojza Ajdiča);

Em Salzburgo interpretou as seguintes personagens:
- Susanna (As Bodas de Fígaro - Mozart);
- Pamina (A Flauta Mágica - Mozart/Schikaneder);
- Arminda (La Finta Giardiniera - Mozart)
- Hyazintus (Apollo e Hyacinthus - Mozart)
- Mimi (La bohème - Puccini)

No Festival Europäische Musikmonat 2001 na Basileia, Alenka Gotar interpretou como sopranista a ópera "Skamander" do compositor suíço Beata Gysina. No ano anterior, já tinha trabalhado com o conhecido compositor György Kurtag para a Rádio Suíça DRC3.